# Arlington (Dacota do Sul)
Arlington é uma cidade localizada no estado norte-americano de Dacota do Sul, no Condado de Brookings e Condado de Kingsbury.

## Demografia
Segundo o censo norte-americano de 2000, a sua população era de 992 habitantes. 
Em 2006, foi estimada uma população de 944, um decréscimo de 48 (-4.8%).

## Geografia
De acordo com o United States Census Bureau tem uma área de 
4,0 km², dos quais 4,0 km² cobertos por terra e 0,0 km² cobertos por água. Arlington localiza-se a aproximadamente 562 m acima do nível do mar.

## Localidades na vizinhança
O diagrama seguinte representa as localidades num raio de 20 km ao redor de Arlington. 